# 托比·斯蒂芬斯
托比·斯蒂芬斯（Toby Stephens，1969年4月21日—）是英國的一位演員，活躍於電視、電影和舞台領域，並同時出演好萊塢和寶萊塢電影。他的父母是演員瑪姬·史密斯和羅伯特·史蒂芬斯。

## 演出作品

### 電影
- 2002年《007：誰與爭鋒》飾 蓋斯特維·格拉弗斯（Gustav Graves）英國企業家。電影中的大反派。

- 2016年《13小時：班加西的秘密士兵》飾 演葛蘭·「布伯」·杜赫提.全球應對人員（GRS）和和維安團隊成員之一。

- 2018年《潛艦獵殺令》飾 柏曼上尉（Lieutenant Beaman）：海豹部隊隊員。

### 電視
- 《劍橋風雲（英语：Cambridge Spies）》
- 《簡愛（英语：Jane Eyre (2006 miniseries)）》 (2006, Jane Eyre)
- 《黑帆》
- 《太空迷航》
- 《波西傑克森》

## 外部連結
- Toby Stephens在互联网电影资料库（IMDb）上的資料（英文）